# Buhl Data Service
Buhl Data Service ist eine inhabergeführte GmbH mit Sitz in Neunkirchen (Siegerland), Produktionsstandort in Burbach (Siegerland) und Entwicklungs-Standorten in Hannover, Oldenburg (Oldb), Konstanz, Mannheim und Hargesheim.
Buhl entwickelt und vertreibt seit 1986 Software zur Steuererklärung, Finanzverwaltung und der Steuerung von Geschäftsabläufen kleinerer Unternehmen (KMU). Ferner ist Buhl Data Service Hersteller optischer Speichermedien und Zulieferer der PC-Hardware-Industrie (OEM). Im Auftrag von Microsoft produziert das Unternehmen CDs und DVDs mit Varianten des Betriebssystems Microsoft Windows.

## Firmengeschichte
Der Gründer Martin Buhl begann 1986 mit der Produktion von Disketten für den französischen Konzern Rhône-Poulenc. Wesentlich für den Erfolg des Unternehmens seit den 1990er Jahren auf dem Gebiet der Finanzsoftware ist eine Kooperation mit dem Fernsehsender ZDF, für dessen Sendung Wiso Buhl Data Service eine Reihe von Programmen produziert, angefangen mit der Steuererklärungs-Software „Wiso Sparbuch“.

## Tochterunternehmen
Zur Buhl-Gruppe gehören unterschiedlich spezialisierte Tochterunternehmen aus den Bereichen industrielle Fertigung von Datenträgern, CRM-Software, CAD, Software-Entwicklung sowie Software für Unternehmensplanung, Konzernkonsolidierung und berufsständische Versorgungswerke:
- Buhl Replication Service GmbH (liquidiert 2016)[5]
- Buhl Tax Service GmbH
- WSCAD GmbH
- Cobra Computer’s Brainware GmbH / AG (CH)
- Buhl Datenträger GmbH
- Thinking Networks AG / GMI GmbH (Erwerb zum 1. September 2010)
- TN CuRA GmbH (Erwerb zum 1. September 2010)
- Deltra Business Software GmbH & Co. KG
- microtech GmbH
- Cateno GmbH & Co. KG (Erwerb Juni 2018 und vollständig mit der microtech GmbH fusioniert)
- SWOT Controlling GmbH

## Produkte
- Wiso Steuer: Software zur Erledigung der Einkommensteuererklärung
- Wiso Mein Geld: Finanzverwaltung für Konten, Depots und Sachwerte mit integriertem Online Banking
- Wiso MeinBüro:[6] kaufmännische Software für Unternehmer, Freiberufler, Gründer und GbRs
- Wiso Unternehmer: betriebswirtschaftliche Standardsoftware für Kaufleute mit Abbildung von Einkauf, Verkauf, Auftragsabwicklung, Liquiditätsplanung, elektronischer Zahlungsverkehr, Finanzbuchhaltung und Lohnbuchhaltung. Schnittstelle zu DATEV und zertifizierte Sozialversicherungsmeldung nach DEÜV
- Wiso Vermieter: Mietnebenkostenabrechnung & Heizkostenabrechnung für private Vermieter
- Wiso Hausverwalter: komplettes Mieter- und Kosten-Management
- Wiso Mein Verein: Vereinsverwaltung
- Wiso steuer:Web: Software zur Erledigung der Einkommensteuererklärung
- ilovetax: Die Steuerapp für die Generation Smartphone
- invoiz: Finanz- und Rechnungsprogramm aus der Cloud für Selbstständige und kleine Unternehmen
- tax: Steuer-Software
- Taxango: Steuererklärung im Internet
- D-Info: Telefonauskunft für Deutschland
- D-Sat: Satellitenatlas für Deutschland, wahlweise auch mit Routenplaner und Verzahnung zum Telefonbuch
- Sceneo TVcentral: Media-Center-Software für digitalen TV-Empfang am PC
- hausblick: Portal für Vermieter, Rechtsschutzversicherung, Bonitätsauskunft
- finanzblick: Online- und Mobile-Banking-Software
- TN Planning: Software für Unternehmensplanung und Konzernkonsolidierung
- CuRA: Software für berufsständische Versorgungswerke
- microtech büro+: Warenwirtschaft, Finanzbuchhaltung und Lohnbuchhaltung für Unternehmen
- ALDI Steuer: Jahresedition vertrieben über den Discounter ALDI in Deutschland, größtenteils inhaltsgleich zur „tax“-Software.
- Lidl SteuerSparer: Jahresedition vertrieben über den Discounter Lidl in Deutschland, größtenteils inhaltsgleich zur „tax“-Software.

## Geschäftsmodell
Buhl Data bietet seine Produkte im Wesentlichen als Software as a Service (SaaS). Nutzung und Wartung der Software sind seit 2003 in Form einer Aktualitätsgarantie geregelt. Die Aktualitäts-Garantie ist ein Service-Vertrag, der vom Anwender aktiv abgeschlossen werden muss. Der Abschlussprozess führte 2008 zu Kritik in der Presse, was Buhl Data 2008 dazu bewog, den Vertragsabschluss transparenter zu gestalten.